# Crni petak
Crni petak (eng. Black Friday) petak je nakon Dana zahvalnosti u Sjedinjenim Američkim Državama, a s vremenom se proširio i u druge zapadne zemlje. Tradicionalno obilježava početak adventske sezone kupnje i najprometniji je dan kupovine u godini u Sjedinjenim Američkim Državama. Mnoge trgovine nude visoko promovirane rasprodaje po sniženim cijenama i često se otvaraju rano, ponekad već u ponoć ili čak na Dan zahvalnosti. Rasprodaje u nekim trgovinama nastavljaju se do ponedjeljka (Cyber ponedjeljak) ili tjedan dana (Cyber tjedan).
„Crni petak” je tijekom godina evoluirao u značenju i utjecaju, u početku se odnosio na katastrofalne dane, a značajan rani primjer bio je Crni petak 1869. u SAD-u. Ova financijska kriza dovela je do dramatična pada cijena zlata, što je utjecalo na ulagače. Pojam je kasnije korišten u američkoj maloprodaji, počevši dvosmisleno 1950.-ih. U početku povezan s izostankom radne snage nakon Dana zahvalnosti, philadelphijska ga je policija upotrebljavala kako bi opisala gužvu izazvanu kupnjom. Pokušaji rebrandinga u „Veliki petak” nisu uspjeli, a izraz „Crni petak” učvrstio se do 1980.-ih, referirajući se na ključnu točku u kojoj su trgovci na malo navodno prešli s gubitka („u minus”) na dobit („u plusu”). Ovaj dan označava neslužbeni početak predbožićne sezone kupnje, s promotivnim rasprodajama koje imaju za cilj privući veliki broj ljudi. Crni petak najprometniji je dan za kupnju u godini u Sjedinjenim Američkim Državama, a trgovci njemu i Cyber ponedjeljku daju prednost kao vrlo isplativim danima za blagdansku kupovinu.
Koncept se od tada globalizirao, a zemlje diljem svijeta prihvatile su rasprodaje crnog petka kako bi oponašale američki fenomen, prilagođavajući lokalne običaje ili imajući slične događaje. Pojava internetske kupovine i događaja poput Cyber ponedjeljka proširili su tradicionalnu jednodnevnu kupovnu ludnicu na širu sezonu blagdanske kupnje, razvodnjavajući jedinstveni fokus Crnog petka i šireći njegov ekonomski utjecaj.